# Oldřich Nejedlý
Oldřich Nejedlý (Žebrák, 26 de dezembro de 1909 - Rakovník, 11 de julho de 1990) foi um futebolista tcheco, que atuava como atacante. É considerado um dos maiores futebolistas da Tchecoslováquia.

## Carreira

### Seleção Checoslovaca
Uma das maiores estrelas européias dos anos 30, participou de duas Copas do Mundo, a de 1934 e a de 1938. No mundial de 1934, foi vice-campeão e artilheiro do torneio, com cinco gols, três deles na semifinal, contra a Alemanha. Porém, a artilharia isolada foi reconhecida pela FIFA apenas em dezembro de 2006. Até então, a entidade o creditava com quatro gols, o que fazia-o dividir a marca com o italiano Angelo Schiavio e o alemão Edmund Conen.
Nejedlý marcou outros 2 gols na Copa de 38, um deles contra o Brasil, no empate de 1 x 1, na partida conhecida como "Batalha de Bordeaux", tendo saído com uma perna quebrada. Outro a sofrer fratura foi o goleiro František Plánička, que teve de defender a equipe com um braço quebrado. Dois dias depois, no jogo-desempate, os brasileiros venceriam por 2 x 0, sem ambos em campo. Pela Tchecoslováquia, Nejedlý marcou no total 28 vezes em 43 partidas.

### Clubes
Em seu país, o clube em que mais se destacou foi o Sparta Praga, onde marcou 161 vezes em 187 partidas e campeão nacional quatro vezes, jogando por dez anos na equipe, entre 1931 e 1941. Encerrou a carreira em 1948, no Rakoviník.

## Falecimento
Um dos últimos remanescentes da equipe tchecoslovaca vice-campeã de 1934, faleceu aos 80 anos, em 1990, dias após o término do último mundial disputado pela Tchecoslováquia.

## Títulos
- Copa do Mundo: Vice - 1934